# Tausendmal stärker
Tausendmal stärker ist das elfte Studioalbum der deutschen Sängerin Stefanie Hertel, das im Februar 2002 erschien.

## Entstehung und Veröffentlichung
Die Erstveröffentlichung von Tausendmal stärker erfolgte am 15. Februar 2002 bei Montana Records. Das Album erschien in seiner Originalausführung als CD (Katalognummer: 324 985) und MC (Katalognummer: 224 985) mit zwölf Titeln. Das Frontcover zeigt Stefanie Hertels Gesicht mit betenden Händen in Anklehnung an den Titel Irgendwann braucht jeder ein Gebet.
Geschrieben und produziert wurden alle Lieder von Erich Ließmann (Jean Frankfurter). Beim Schreibprozess bekam er bei allen Liedern Unterstützung durch Irma Holder.

## Titelliste
| Nr. | Titel                                         | Autor(en)                     | Produzent(en)    | Länge |
| --- | --------------------------------------------- | ----------------------------- | ---------------- | ----- |
| 1.  | Wolkenlos                                     | Jean Frankfurter, Irma Holder | Jean Frankfurter | 3:27  |
| 2.  | Irgendwann braucht jeder ein Gebet            | Jean Frankfurter, Irma Holder | Jean Frankfurter | 3:22  |
| 3.  | Strassenmusikant (spiel weiter, spiel lauter) | Jean Frankfurter, Irma Holder | Jean Frankfurter | 3:05  |
| 4.  | Ich glaube daran                              | Jean Frankfurter, Irma Holder | Jean Frankfurter | 3:45  |
| 5.  | Gute Nachbarn brauchen keinen Zaun            | Jean Frankfurter, Irma Holder | Jean Frankfurter | 3:20  |
| 6.  | Tausendmal stärker                            | Jean Frankfurter, Irma Holder | Jean Frankfurter | 3:14  |
| 7.  | Ich brauche keine Insel                       | Jean Frankfurter, Irma Holder | Jean Frankfurter | 3:11  |
| 8.  | Wieder da                                     | Jean Frankfurter, Irma Holder | Jean Frankfurter | 3:14  |
| 9.  | Wir hab'n a Madl                              | Jean Frankfurter, Irma Holder | Jean Frankfurter | 3:00  |
| 10. | Happy Birthday Teddybär                       | Jean Frankfurter, Irma Holder | Jean Frankfurter | 3:21  |
| 11. | Im siebten Himmel ist manchmal der Teufel los | Jean Frankfurter, Irma Holder | Jean Frankfurter | 3:01  |
| 12. | Mit den Augen des Herzens                     | Jean Frankfurter, Irma Holder | Jean Frankfurter | 3:19  |

## Chartplatzierungen
Tausendmal stärker stieg am 4. März 2002 auf Rang 61 der deutschen Albumcharts ein, was gleichzeitig die beste Platzierung war. Das Album konnte sich insgesamt zwei Wochen in den Charts platzieren, letztmals auf Platz 94 in der Chartausgabe vom 11. März 2002. In Österreich konnte sich Hertel erstmals platzieren. Am 3. März 2002 stieg sie dort auf Platz 50 ein, was auch hier gleichzeitig die beste Platzierung war. Das Album konnte sich insgesamt vier Wochen in den österreichischen Charts platzieren, letztmals auf Platz 71 in der Chartausgabe vom 24. März 2002.
| ChartsChartplatzierungen | Höchstplatzierung | Wochen |
| ------------------------ | ----------------- | ------ |
| Deutschland (GfK)        | 61 (2 Wo.)        | 2      |
| Österreich (Ö3)          | 50 (4 Wo.)        | 4      |